# 讓生活好看
《讓生活好看》（英語：Life is Beautiful），是腾讯视频于2020年制作的一档明星独居生活观察综艺。第一季由鄭爽、许魏洲、柳岩、費啟鳴、伍嘉成组成“好看家族”，以年轻艺人的独居生活为切入口，展现都市独居青年的生活样貌，打造有参考意义的品质生活样本，引领年轻人的独居生活方式。第一季于2020年5月14日播出，2020年7月16日收官。第二季由張栢芝、吳宣儀、黃齡、沈夢辰、楊笠组成“好看家族”。第二季于2021年5月5日播出，2021年7月14日收官。

## 節目成員

### 第一季
| 姓名   | 職業       | 參與年齡       | 代表作                                 |
| ------ | ---------- | -------------- | -------------------------------------- |
| 鄭爽   | 演員       | 1991年8月22日  | 《一起來看流星雨》、《微微一笑很傾城》 |
| 许魏洲 | 演員、歌手 | 1994年10月20日 | 《上瘾》                               |
| 柳岩   | 演員       | 1980年1月18日  | 《画壁》、《不二神探》                 |
| 費啟鳴 | 演員、歌手 | 1996年9月16日  | 《Wish》                               |
| 伍嘉成 | 歌手       | 1993年7月18日  | 《溫順的貓》                           |

### 第二季
| 姓名   | 職業         | 參與年齡      | 代表作             |
| ------ | ------------ | ------------- | ------------------ |
| 張栢芝 | 演員         | 1980年5月24日 | 《喜劇之王》       |
| 吳宣儀 | 演員、歌手   | 1995年1月26日 | 《25》             |
| 黃齡   | 歌手         | 1987年2月13日 | 《HIGH歌》、《癢》 |
| 沈夢辰 | 演員、主持人 | 1989年6月13日 | 《妻子的谎言》     |
| 楊笠   | 脱口秀演員   | 1992年        | 《吐槽大會》       |
| 陳小紜 | 演員         | 1989年6月29日 | 《如懿传》         |

## 外部連結
- 騰訊視頻让生活好看的新浪微博